# Тетрадзе, Омари Михайлович
Ома́ри Миха́йлович Тетра́дзе (груз. ომარ მიხეილის ძე თეთრაძე; род. 13 октября 1969, Велиспири, Дманисский район) — советский и российский футболист, тренер. Выступал на позиции полузащитника, в конце карьеры — на позиции защитника. Имеет греческие корни, во время выступления в Греции получил гражданство этой страны, служил в греческой армии, однако позже отказался от него.

## Клубная карьера
Начинал играть в «Динамо» (Тбилиси). В 1986 году в составе сборной Грузинской ССР выиграл всесоюзный турнир «Кубок Надежды» (под фамилией Осипов). В «Динамо» в то время должны были играть футболисты только под грузинской фамилией, и отец Омари, Михаил Осипов, решил, чтобы сын взял фамилию бабушки — Тетрадзе.
Затем играл в «Динамо» (Москва) и «Алании».
1 февраля 1993 сломал челюсть в результате избиения сотрудниками милиции.
В 1995 году после ухода из «Динамо» (Москва) на Кубке Содружества 1995 года выступал за московский «Спартак», однако после турнира подписал контракт с «Аланией». В 1997 году заключил контракт с итальянским клубом «Рома» (Рим).
Карьере в Италии помешала тяжёлая травма (сильное растяжение крестообразной связки колена), полученная в матче сборной против Люксембурга 30 апреля 1997 года. 2 февраля 1999 года расторг контракт с «Ромой» и вернулся в Москву. Пройдя сборы перед сезоном 2000/01 с «Удинезе», Тетрадзе принял предложение греческого ПАОК, с которым выиграл Кубок Греции-2001. Из-за желания снова попасть в сборную России вернулся в «Аланию».

## Карьера в сборной
За сборную СНГ/России провёл 40 матчей, забил 1 гол. Также за сборную России сыграл в 1 неофициальном матче (забил 1 гол). Участник чемпионата мира 1994 года (1 матч), чемпионата Европы 1996 года (3 матча, 1 гол). За олимпийскую сборную СССР сыграл 5 матчей, выступал за юношескую сборную СССР.
30 апреля 1997 года в матче отборочного цикла чемпионата мира 1998 года против Люксембурга Омари Тетрадзе в единоборстве с Мануэлем Кардони поставил ногу настолько сильно, что получил повреждение мениска и сильное растяжение крестообразных связок левой ноги, из-за чего пропустил полтора сезона.
Был в списке кандидатов на поездку на чемпионат мира по футболу 2002 года, но не попал в итоговую заявку, так как не смог убедить тренеров сборной в своей необходимости.

## Тренерская карьера
В 2006 году — тренер клуба «Крылья Советов». В том же году, по словам Сержа Бранко, Тетрадзе, являвший ассистентом главного тренера, угрожал футболисту пистолетом за отказ игрока добровольно проиграть матч клубу «Москва». С 2007 года работал главным тренером «Анжи». 16 марта 2010 года Тетрадзе подал в отставку с поста главного тренера «Анжи». По мнению спортивного обозревателя «Новой газеты», Тетрадзе подал в отставку из-за нежелания участвовать в «договорных матчах» своей команды с клубами из соседних регионов, «Спартаком-Нальчиком», «Тереком» и «Аланией». Официальными причинами отставки стала усталость и желание быть с семьёй; в то же время Тетрадзе не опроверг и существование других причин, хотя и отмёл предположение о том, что к отставке привели договорные матчи. 8 мая 2010 года возглавил нижегородскую «Волгу». В том же году Александр Тарханов сказал, что якобы кто-то из руководства «Волги» обращался к возглавляемым им «Химкам» о «сдаче» матча. Тетрадзе на это ответил, что ему неприятно слышать такое и что команда улучшила своё турнирное положение только за счёт игры. В 2011 году Омари опроверг слухи о договорном матче его команды и клуба «Анжи». 15 июня 2011 года недовольный результатами команды президент «Волги» Алексей Гойхман отправил Тетрадзе в отставку.
В феврале 2013 года встал у руля казахстанского клуба «Жетысу». В июле 2014 года клуб начал испытывать финансовые проблемы и подал в суд на Тетрадзе, и в сентябре 2014 Омари вместе со своим штабом покинули команду по взаимной договорённости сторон, в том числе из-за инцидента с задержанием одного из помощников тренера нарядом милиции.
7 октября 2015 года назначен тренером «Енисея». По окончании сезона подал в отставку, хотя формально не тренировал команду последние несколько туров.
30 мая 2016 года подписал контракт на полтора года с казахстанским ФК «Тобол», но уже через год был отправлен в отставку.
В январе 2023 года, после шестилетней паузы, возобновил тренерскую карьеру и возглавил грузинский клуб «Сабуртало».
10 декабря 2024 года Тетрадзе стал спортивным директором «Уфы», а уже 18 января 2025 года был назначен главным тренером клуба.

## Достижения

### Как игрок
- Чемпион России: 1995
- Обладатель Кубка Греции: 2000/01
- Победитель чемпионата Европы среди юношеских сборных: 1988
- Серебряный призёр чемпионата России: 1994, 1996
- Бронзовый призёр чемпионата России: 1992, 1993, 2004
- Лауреат премии «Стрелец» (лучший защитник): 1995, 1996
- Обладатель Кубка Содружества: 1995[источник не указан 1621 день]

### Личные
- В списке 33 лучших футболистов сезона в СССР: № 3 — 1991.
- Приз «Комсомольской правды» «Джентльмен года» (1994 год).

### Как тренер
- Победитель Первого дивизиона ПФЛ: 2009 (выход в Премьер-лигу)
- Серебряный призёр Первого дивизиона ПФЛ: 2010 (выход в Премьер-лигу)